# Iroquois (Dakota del Sur)
Iroquois es una ciudad ubicada en los condados de Kingsbury y Beadle en el estado estadounidense de Dakota del Sur. En el Censo de 2010 tenía una población de 266 habitantes y una densidad poblacional de 165,65 personas por km².

## Geografía
Iroquois se encuentra ubicada en las coordenadas 44°22′4″N 97°50′58″O / 44.36778, -97.84944. Según la Oficina del Censo de los Estados Unidos, Iroquois tiene una superficie total de 1.61 km², de la cual 1.61 km² corresponden a tierra firme y (0%) 0 km² es agua.

## Demografía
Según el censo de 2010, había 266 personas residiendo en Iroquois. La densidad de población era de 165,65 hab./km². De los 266 habitantes, Iroquois estaba compuesto por el 98.5% blancos, el 0% eran afroamericanos, el 0% eran amerindios, el 0% eran asiáticos, el 0% eran isleños del Pacífico, el 0% eran de otras razas y el 1.5% pertenecían a dos o más razas. Del total de la población el 0.38% eran hispanos o latinos de cualquier raza.